# Simone Scuffet
Simone Scuffet (Udine, 31 maggio 1996) è un calciatore italiano, portiere del Pisa.

## Caratteristiche tecniche
Talento precoce, è considerato un portiere molto reattivo e sicuro. Il suo punto debole, ammesso anche dal giocatore stesso, sono le uscite alte.

## Carriera

### Club

#### Gli inizi, Udinese
Inizia a giocare a calcio nell'Aurora Remanzacco, per poi passare, nel 2007, al settore giovanile dell'Udinese.
Nella stagione 2013-2014 viene aggregato alla prima squadra. Primo giocatore friulano a indossare la maglia bianconera dieci anni dopo Fabio Rossitto, esordisce in Serie A il 1º febbraio 2014, a 17 anni, in Bologna-Udinese (0-2) della 22ª giornata di campionato, a causa di un infortunio del portiere titolare Željko Brkić. A seguito di prestazioni convincenti, mantiene il posto anche quando Brkić recupera dall'infortunio, venendo annoverato tra i giovani più promettenti della sua generazione; nell'estate successiva l'Atlético Madrid si interessa all'acquisto del giocatore, ma Scuffet rifiuta la cessione preferendo rimanere a Udine per completare la sua crescita.
Nella stagione successiva debutta in Coppa Italia il 24 agosto 2014, in occasione della vittoria casalinga contro la Ternana (5-1). Tuttavia, a partire dalla prima giornata di campionato, il nuovo allenatore Andrea Stramaccioni gli preferisce Orestīs Karnezīs, portiere della nazionale greca proveniente dal Granada. Le buone prestazioni del portiere greco fanno perdere il posto da titolare a Scuffet, che conclude la stagione con 5 presenze tra campionato e Coppa Italia.

#### Prestito al Como
Il 6 agosto 2015 passa in prestito al Como, squadra neopromossa in Serie B. Esordisce il 12 settembre, alla seconda giornata di campionato, nella partita persa per 2-1 in casa contro il Livorno. Nel prosieguo della stagione viene schierato come titolare, collezionando 35 presenze complessive, ma l'annata termina con la retrocessione dei lariani in Lega Pro da ultimi in classifica.

#### Ritorno all'Udinese
Il 1º luglio 2016 fa ritorno all'Udinese, dove ricopre nuovamente il ruolo di secondo dietro Karnezīs. Effettua il suo debutto stagionale il 12 marzo 2017, alla 28ª giornata di Serie A, quando subentra al portiere greco nel finale della gara vinta 3-1 sul campo del Pescara. Conclude la stagione con 6 presenze totali in campionato.
All'inizio della stagione 2017-2018 viene designato come portiere titolare, ma, dopo alcune prestazioni poco convincenti, viene sostituito dall'argentino Albano Bizzarri, arrivato in estate inizialmente per fargli da secondo. Nel seguito della stagione Scuffet non riesce a ribaltare nuovamente le gerarchie, e termina anche questo campionato con sole 6 presenze.
Per la stagione 2018-2019 l'Udinese acquista Juan Musso come nuovo portiere titolare, con l'intenzione di relegare nuovamente Scuffet al ruolo di riserva. Invece, un infortunio dell'argentino offre al friulano la possibilità di mettersi alla prova nuovamente come primo portiere; Scuffet coglie l'occasione, inanellando una serie di prestazioni molto positive, e riuscendo così a mantenere la maglia da titolare. Tuttavia, dopo il rientro di Musso, Scuffet non trova più spazio, anche a causa delle ottime prestazioni del portiere argentino.

#### Prestiti al Kasımpaşa e allo Spezia
Il 16 gennaio 2019 viene ceduto in prestito al Kasımpaşa, in Turchia, fino al successivo 30 giugno. Esordisce dal primo minuto nel match casalingo del 2 febbraio, perso per 3-1 contro il Sivasspor. Con la squadra turca disputa in totale 10 partite di Süper Lig, con 24 reti subite.
Il 1º luglio 2019 rientra a Udine, visto il mancato rinnovo del prestito con il club turco. Durante il calciomercato estivo i friulani lo cedono in prestito allo Spezia, in Serie B. Esordisce con i liguri il successivo 13 settembre, nella partita persa per 1-0 in casa del Pordenone. Da ottobre ottiene una maglia da titolare, che mantiene fino al termine della stagione, conclusa con la promozione in Serie A tramite i play-off.

#### Secondo ritorno all'Udinese
Nel calciomercato estivo del 2020 fa nuovamente ritorno all'Udinese. Il 28 ottobre seguente torna a difendere i pali dei friulani, giocando da titolare la gara di Coppa Italia vinta 3-1 contro il Vicenza. Il 2 maggio 2021, a causa di una squalifica di Musso, torna a vestire la maglia dell'Udinese in Serie A, in occasione della partita contro la Juventus, finita 2-1 a favore dei piemontesi.

#### APOEL e CFR Cluj
Il 30 agosto 2021 viene ceduto a titolo definitivo all'APOEL. Dopo aver raccolto 24 presenze nel campionato cipriota, il 15 luglio 2022 rescinde il proprio contratto con la società.
Il 17 luglio 2022 si unisce al CFR Cluj, club della massima serie romena, con cui partecipa anche alla UEFA Europa Conference League; nell'occasione la formazione granata viene eliminata agli spareggi per gli ottavi di finale dalla Lazio. Scuffet conclude la stagione con 49 presenze complessive e 46 reti subite.

#### Cagliari e prestito al Napoli
Il 14 luglio 2023 si trasferisce a titolo definitivo al Cagliari, firmando un contratto fino al 30 giugno 2026, con opzione per un altro anno. Inizialmente scelto come secondo di Boris Radunović, una serie di prestazioni negative del portiere serbo portano alla promozione di Scuffet, che esordisce con i sardi l'8 ottobre 2023, in occasione della sfida contro la Roma, valevole per l'ottava giornata di Serie A. Confermato titolare per tutte le successive partite del campionato, il portiere friulano offre ottime prestazioni, contribuendo alla permanenza dei rossoblù in massima serie.
Il 7 gennaio 2025 viene ceduto in prestito secco, fino al termine della stagione, al Napoli. Esordisce con i partenopei il 7 aprile seguente, scendendo in campo dal primo minuto nella gara esterna contro il Bologna, valida per la 31ª giornata di Serie A e terminata col risultato di 1-1. Alla fine del campionato si fregia da comprimario del suo primo scudetto, il quarto nella storia degli azzurri. Al termine della stagione fa ritorno al Cagliari.

#### Pisa
Il 23 luglio 2025 viene ufficializzato il suo passaggio al Pisa, firmando un contratto valido fino al 30 giugno 2028.

### Nazionale

#### Nazionali giovanili
Nel 2013 partecipa con la nazionale Under-17 all'Europeo e al Mondiale di categoria, distinguendosi peraltro come uno dei migliori giocatori della selezione azzurra.
Esordisce con la nazionale Under-21 il 12 agosto 2015, a 19 anni, entrando nel secondo tempo della partita amichevole contro i pari età dell'Ungheria, terminata col punteggio di 0-0. Nel 2017 viene convocato per l'Europeo Under-21 in Polonia, come terzo portiere dietro Gianluigi Donnarumma e Alessio Cragno.

#### Nazionale maggiore
Dal 10 al 12 marzo 2014 è convocato dal CT della nazionale maggiore Cesare Prandelli per uno stage organizzato allo scopo di visionare i giovani giocatori più interessanti del campionato; viene poi riconfermato per il raduno successivo del 14 e 15 aprile a Coverciano, in vista del Mondiale.
Il 31 maggio 2017 disputa un'amichevole non ufficiale con gli Azzurri, che nell'occasione battono San Marino per 8-0. Viene in seguito convocato dal CT Gian Piero Ventura come terzo portiere per la partita contro il Liechtenstein, valida per le qualificazioni ai Mondiali del 2018.

## Statistiche

### Presenze e reti nei club
Statistiche aggiornate al 23 luglio 2025.
| Stagione        | Squadra         | Campionato      | Campionato | Campionato | Coppe nazionali | Coppe nazionali | Coppe nazionali | Coppe continentali | Coppe continentali | Coppe continentali | Altre coppe | Altre coppe | Altre coppe | Totale | Totale |
| Stagione        | Squadra         | Comp            | Pres       | Reti       | Comp            | Pres            | Reti            | Comp               | Pres               | Reti               | Comp        | Pres        | Reti        | Pres   | Reti   |
| --------------- | --------------- | --------------- | ---------- | ---------- | --------------- | --------------- | --------------- | ------------------ | ------------------ | ------------------ | ----------- | ----------- | ----------- | ------ | ------ |
| 2013-2014       | Udinese         | A               | 16         | -22        | CI              | 2               | -3              | UEL                | 0                  | 0                  | -           | -           | -           | 18     | -25    |
| 2014-2015       | Udinese         | A               | 2          | -5         | CI              | 3               | -5              | -                  | -                  | -                  | -           | -           | -           | 5      | -10    |
| 2015-2016       | Como            | B               | 35         | -52        | CI              | 0               | 0               | -                  | -                  | -                  | -           | -           | -           | 35     | -52    |
| 2016-2017       | Udinese         | A               | 6          | -11        | CI              | 0               | 0               | -                  | -                  | -                  | -           | -           | -           | 6      | -11    |
| 2017-2018       | Udinese         | A               | 6          | -11        | CI              | 3               | -6              | -                  | -                  | -                  | -           | -           | -           | 9      | -17    |
| 2018-gen. 2019  | Udinese         | A               | 9          | -13        | CI              | 0               | 0               | -                  | -                  | -                  | -           | -           | -           | 9      | -13    |
| gen.-giu. 2019  | Kasımpaşa       | SL              | 10         | -24        | TK              | 1               | 0               | -                  | -                  | -                  | -           | -           | -           | 11     | -24    |
| 2019-2020       | Spezia          | B               | 32+4       | -28 + -4   | CI              | 0               | 0               | -                  | -                  | -                  | -           | -           | -           | 36     | -32    |
| 2020-2021       | Udinese         | A               | 1          | - 2        | CI              | 1               | -1              | -                  | -                  | -                  | -           | -           | -           | 2      | -3     |
| Totale Udinese  | Totale Udinese  | Totale Udinese  | 40         | -64        |                 | 9               | -15             |                    | 0                  | 0                  |             | -           | -           | 49     | -79    |
| 2021-2022       | APOEL           | A               | 19+5       | -19 + -10  | CC              | 0               | 0               | -                  | -                  | -                  | -           | -           | -           | 24     | -29    |
| 2022-2023       | CFR Cluj        | L1              | 24+11      | -23 + -14  | CR              | 2               | -3              | UECL               | 12                 | -6                 | -           | -           | -           | 49     | -46    |
| 2023-2024       | Cagliari        | A               | 31         | -55        | CI              | 0               | 0               | -                  | -                  | -                  | -           | -           | -           | 31     | -55    |
| 2024-gen. 2025  | Cagliari        | A               | 13         | -23        | CI              | 2               | -5              | -                  | -                  | -                  | -           | -           | -           | 15     | -28    |
| Totale Cagliari | Totale Cagliari | Totale Cagliari | 44         | -78        |                 | 2               | -5              |                    | -                  | -                  |             | -           | -           | 46     | -83    |
| gen.-giu. 2025  | Napoli          | A               | 1          | -1         | CI              | 0               | -0              | -                  | -                  | -                  | -           | -           | -           | 1      | -1     |
| 2025-2026       | Pisa            | A               | -          | -          | CI              | -               | -               | -                  | -                  | -                  | -           | -           | -           | -      | -      |
| Totale carriera | Totale carriera | Totale carriera | 225        | -317       |                 | 14              | -23             |                    | 12                 | -6                 |             | -           | -           | 251    | -346   |

### Cronologia presenze e reti in nazionale
| Cronologia completa delle presenze e delle reti in nazionale ― Italia under 21 | Cronologia completa delle presenze e delle reti in nazionale ― Italia under 21 | Cronologia completa delle presenze e delle reti in nazionale ― Italia under 21 | Cronologia completa delle presenze e delle reti in nazionale ― Italia under 21 | Cronologia completa delle presenze e delle reti in nazionale ― Italia under 21 | Cronologia completa delle presenze e delle reti in nazionale ― Italia under 21 | Cronologia completa delle presenze e delle reti in nazionale ― Italia under 21 | Cronologia completa delle presenze e delle reti in nazionale ― Italia under 21 |
| Data                                                                           | Città                                                                          | In casa                                                                        | Risultato                                                                      | Ospiti                                                                         | Competizione                                                                   | Reti                                                                           | Note                                                                           |
| ------------------------------------------------------------------------------ | ------------------------------------------------------------------------------ | ------------------------------------------------------------------------------ | ------------------------------------------------------------------------------ | ------------------------------------------------------------------------------ | ------------------------------------------------------------------------------ | ------------------------------------------------------------------------------ | ------------------------------------------------------------------------------ |
| 12-8-2015                                                                      | Telki                                                                          | Ungheria under 21                                                              | 0 – 0                                                                          | Italia under 21                                                                | Amichevole                                                                     | -                                                                              | 46’                                                                            |
| 27-3-2017                                                                      | Roma                                                                           | Italia under 21                                                                | 1 – 2                                                                          | Spagna under 21                                                                | Amichevole                                                                     | -2                                                                             |                                                                                |
| 1-9-2017                                                                       | Toledo                                                                         | Spagna under 21                                                                | 3 – 0                                                                          | Italia under 21                                                                | Amichevole                                                                     | -3                                                                             |                                                                                |
| 5-10-2017                                                                      | Budapest                                                                       | Ungheria under 21                                                              | 2 – 6                                                                          | Italia under 21                                                                | Amichevole                                                                     | -2                                                                             |                                                                                |
| 14-11-2017                                                                     | Frosinone                                                                      | Italia under 21                                                                | 3 – 2                                                                          | Russia under 21                                                                | Amichevole                                                                     | -1                                                                             | 46’                                                                            |
| 27-3-2018                                                                      | Novi Sad                                                                       | Serbia under 21                                                                | 0 – 1                                                                          | Italia under 21                                                                | Amichevole                                                                     | -                                                                              | 86’                                                                            |
| 25-5-2018                                                                      | Estoril                                                                        | Portogallo under 21                                                            | 3 – 2                                                                          | Italia under 21                                                                | Amichevole                                                                     | -3                                                                             |                                                                                |
| 11-10-2018                                                                     | Udine                                                                          | Italia under 21                                                                | 0 – 1                                                                          | Belgio under 21                                                                | Amichevole                                                                     | -1                                                                             |                                                                                |
| Totale                                                                         |                                                                                | Presenze                                                                       | 8                                                                              |                                                                                | Reti                                                                           | -12                                                                            |                                                                                |

| Cronologia completa delle presenze e delle reti in nazionale (partite non ufficiali) ― Italia | Cronologia completa delle presenze e delle reti in nazionale (partite non ufficiali) ― Italia | Cronologia completa delle presenze e delle reti in nazionale (partite non ufficiali) ― Italia | Cronologia completa delle presenze e delle reti in nazionale (partite non ufficiali) ― Italia | Cronologia completa delle presenze e delle reti in nazionale (partite non ufficiali) ― Italia | Cronologia completa delle presenze e delle reti in nazionale (partite non ufficiali) ― Italia | Cronologia completa delle presenze e delle reti in nazionale (partite non ufficiali) ― Italia | Cronologia completa delle presenze e delle reti in nazionale (partite non ufficiali) ― Italia |
| Data                                                                                          | Città                                                                                         | In casa                                                                                       | Risultato                                                                                     | Ospiti                                                                                        | Competizione                                                                                  | Reti                                                                                          | Note                                                                                          |
| --------------------------------------------------------------------------------------------- | --------------------------------------------------------------------------------------------- | --------------------------------------------------------------------------------------------- | --------------------------------------------------------------------------------------------- | --------------------------------------------------------------------------------------------- | --------------------------------------------------------------------------------------------- | --------------------------------------------------------------------------------------------- | --------------------------------------------------------------------------------------------- |
| 31-5-2017                                                                                     | Empoli                                                                                        | Italia                                                                                        | 8 – 0                                                                                         | San Marino                                                                                    | Amichevole                                                                                    | -                                                                                             |                                                                                               |
| Totale                                                                                        |                                                                                               | Presenze                                                                                      | 1                                                                                             |                                                                                               | Reti                                                                                          | 0                                                                                             |                                                                                               |

## Palmarès
- Campionato italiano: 1

Napoli: 2024-2025